# Cicha jak ostatnie tchnienie
Cicha jak ostatnie tchnienie – powieść Joe Alexa, wydana po raz pierwszy w 1991 roku (ISBN 83-85021-44-2).

## Fabuła
Znany wydawca Melwin Quarendon zaprasza wybraną grupę ludzi związanych z kryminologią do swej ponurej posiadłości, w celu uczczenia kolejnego sukcesu wydawniczego. Organizuje z tej okazji kontrowersyjną zabawę związaną z mroczną historią zamku. Warownia, odcięta w czasie przypływów od świata, była kilkaset lat wcześniej świadkiem niewyjaśnionego nigdy morderstwa lady Ewy de Vere. Uczestnicy spotkania, wśród których nie zabrakło Joe Alexa i Bena Parkera mają za zadanie odnaleźć ukryte od lat szczątki dziewczyny, zamordowanej przez zazdrosnego męża. Gra niespodziewanie kończy się z powodu innego morderstwa – w okrutny sposób ginie sekretarka wydawcy. Jedynie słynna spirytystka Alexandra Wardell widzi w tym sens, gdyż – według niej – śmierć Grace Mapleton stała się wypełnieniem klątwy ciążącej na zamczysku. Joe Alex musi jednak odsunąć na bok możliwość działania sił nadprzyrodzonych i wśród gości odnaleźć osobę z najpoważniejszym motywem zabójstwa.

## Motto
Któż z nas, żyjących, rzec może:
"Dostrzegłem śmierć, gdy wchodziła.
Wiem, którędy wyszła
Pozostawiając za sobą milczenie."?
Zna Śmierć tysiące drzwi najrozmaitszych,
Którymi w dom nasz wchodzi bez przeszkody,
A nie powstrzyma jej zamek przemyślny,
Zasuwa krzepka ani wierne straże,
Gdyż przemknąć umie przez mury i kraty,
Śladu żadnego nie pozostawiając,
Zimna, tajemna i nieunikniona,
Mroczna i cicha jak ostatnie tchnienie.
George Crosby, Medytacja moja o narodzinach i śmierci